# Poripontonia
Poripontonia is een geslacht van kreeftachtigen uit de klasse van de Malacostraca (hogere kreeftachtigen).

## Soorten
- Poripontonia cornuta Marin, 2007
- Poripontonia dux Fransen, 2003